# Raciu
Raciu es una comuna ubicada en el distrito de Dâmbovița, Rumania.

## Superficie
Posee una superficie de 25,17 kilómetros cuadrados.

## Demografía
Hasta 2021 la población era de 3236 habitantes, con una densidad de población de 128,6 habitantes por kilómetro cuadrado.